# Viktoria Freifrau von dem Bussche
Viktoria Freifrau von dem Bussche-Ippenburg, geb. von Consbruch (* 13. August 1953 in Hiddenhausen) ist eine deutsche Sachbuchautorin, Gärtnerin und Initiatorin des jährlich stattfindenden Gartenkunst-Festivals auf Schloss Ippenburg.
1973–1976 studierte Viktoria von dem Bussche Geschichte, Kunstgeschichte und Bildende Künste in Bonn. 1976 heiratete sie Philip Freiherr von dem Bussche aus dem osnabrückschen Adelsgeschlecht von dem Bussche und zog nach Schloss Ippenburg, wo sie seit 1998 auch für die Durchführung des Ippenburger Gartenfestivals verantwortlich ist. 2010 war Viktoria Freifrau von dem Bussche Mitorganisatorin der Niedersächsischen Landesgartenschau in Bad Essen. Der Park von Schloss Ippenburg war einer der beiden Standorte der Landesgartenschau. Ab 2018 führen ihr Sohn Viktor und dessen Frau Deborah die Festival-Tradition weiter. Das Projekt „Ippenburger Küchengarten“, ein Zusammenspiel von frischen Gartenprodukten und feiner Küche und damit auch die Zusammenarbeit mit Sterne-Koch Thomas Bühner will sie weiter ausbauen.

## Werke
- Meine Garten-Rezepte. Callwey, München 2007
- Der Mensch, die Kunst und der Garten. Ulmer, Stuttgart 2007
- Wir müssen noch Unkraut pflanzen. LV-Buch im Landwirtschaftsverlag, Münster 2010
- Wasser, Kunst & coole Köpfe. Hyperzine-Verlag, Hamburg 2011
- Ich träume von einem Küchengarten. Callwey, München  2012
- Gartenlust und Leidenschaft. Callwey, München 2012.
- Der neue Rosen-Garten – Partnerpflanzen & Beetgestaltungen. blv, München 2016.
- Ippenburg – Geschichte, Gärten, Leidenschaft. Bad Essen, 2021.